# Chris Obi
Christopher „Chris“ Obi Ogugua (* 24. September 1970 in London, England) ist ein britisch-nigerianischer Schauspieler.

## Leben und Karriere
Chris Obi wurde als Sohn eines Nigerianers, der der Volksgruppe der Igbo angehört, in London geboren. Nach der Schule besuchte er das Drama Centre London, welches er 2001 abschloss. Während seiner Zeit dort übernahm Obi dort die Rolle eines Artistik-Regisseurs. Am Theater trat er das erste Mal 2002 auf, als er im West End die Rolle eines Boten in einer Macbeth-Inszenierung übernahm. In der Folge trat er mit der Royal Shakespeare Company auf, etwa in dem Stück Breakfast with Mugabe unter der Regie von Antony Sher und war insgesamt bis ins Jahr 2007 am Globe Theatre zu sehen. 
Seit dem Jahr 2002 ist Obi in Film und Fernsehen aktiv. Zunächst übernahm er vor allem Serienrollen, wie in Der Preis des Verbrechens, Mord auf Seite eins oder Doctors. 2010 war er im Film Burke & Hare zu sehen. Es folgte eine Nebenrolle als Mirror Man im Film Snow White and the Huntsman. Weitere Filmrollen verbuchte er etwa mit The Counselor und Ghost in the Shell.2017 war er als Anubis in der Serie American Gods zu sehen und übernahm eine Gastrolle als T’Kuvma in den ersten beiden Episoden von Star Trek: Discovery.
Obi verbindet eine enge Freundschaft zu seinem Schauspielkollegen Charlie Cox.

## Filmografie (Auswahl)
- 2002: Der Preis des Verbrechens (Trial & Retribution, Fernsehserie, Episode 6x02)
- 2002: Anita &  Me
- 2003: Mord auf Seite eins (State of Play, Mini-Serie, Episode 1x01)
- 2003: Collusion
- 2003–2004: Doctors (Fernsehserie, 2 Episoden)
- 2004: Calcium Kid (The Calcium Kid)
- 2005: Look Around You (Fernsehserie, Episode 2x01)
- 2005: Animal
- 2007: The Peter Serafinowicz Show (Fernsehserie, 2 Episoden)
- 2009: Free Agents – Zweimal einsam (Free Agents, Fernsehserie, Episode 1x06)
- 2010: Burke & Hare
- 2011: Doctor Who (Fernsehserie, Episode 6x12)
- 2012: Snow White and the Huntsman
- 2013: The Counselor
- 2013: Atlantis (Fernsehserie, Episode 1x03)
- 2014: Death in Paradise (Fernsehserie, Episode 3x07)
- 2016: The Call Up
- 2016: Roots (Fernsehserie, 2 Episoden)
- 2017: Ghost in the Shell
- 2017: American Gods (Fernsehserie, 3 Episoden)
- 2017: Star Trek: Discovery (Fernsehserie, 2 Episoden)
- 2019: Strike Back (Fernsehserie, 2 Episoden)